# Kaitseliit
La Lega di difesa estone (in estone Kaitseliit) è il nome delle forze armate paramilitari unificate della Repubblica di Estonia. La Lega di difesa è un'organizzazione di difesa paramilitare il cui scopo è garantire la conservazione dell'indipendenza e della sovranità dello Stato, l'integrità del suo territorio e il suo ordine.
La Lega di difesa possiede armi e svolge esercitazioni militari, adempiendo ai compiti ad essa attribuiti dalla legge. L'organizzazione è divisa in 4 Distretti di difesa territoriale che consistono in 15 unità regionali della Lega di difesa, chiamate malev, le cui aree di responsabilità coincidono per lo più con i confini delle contee estoni.

## Missione

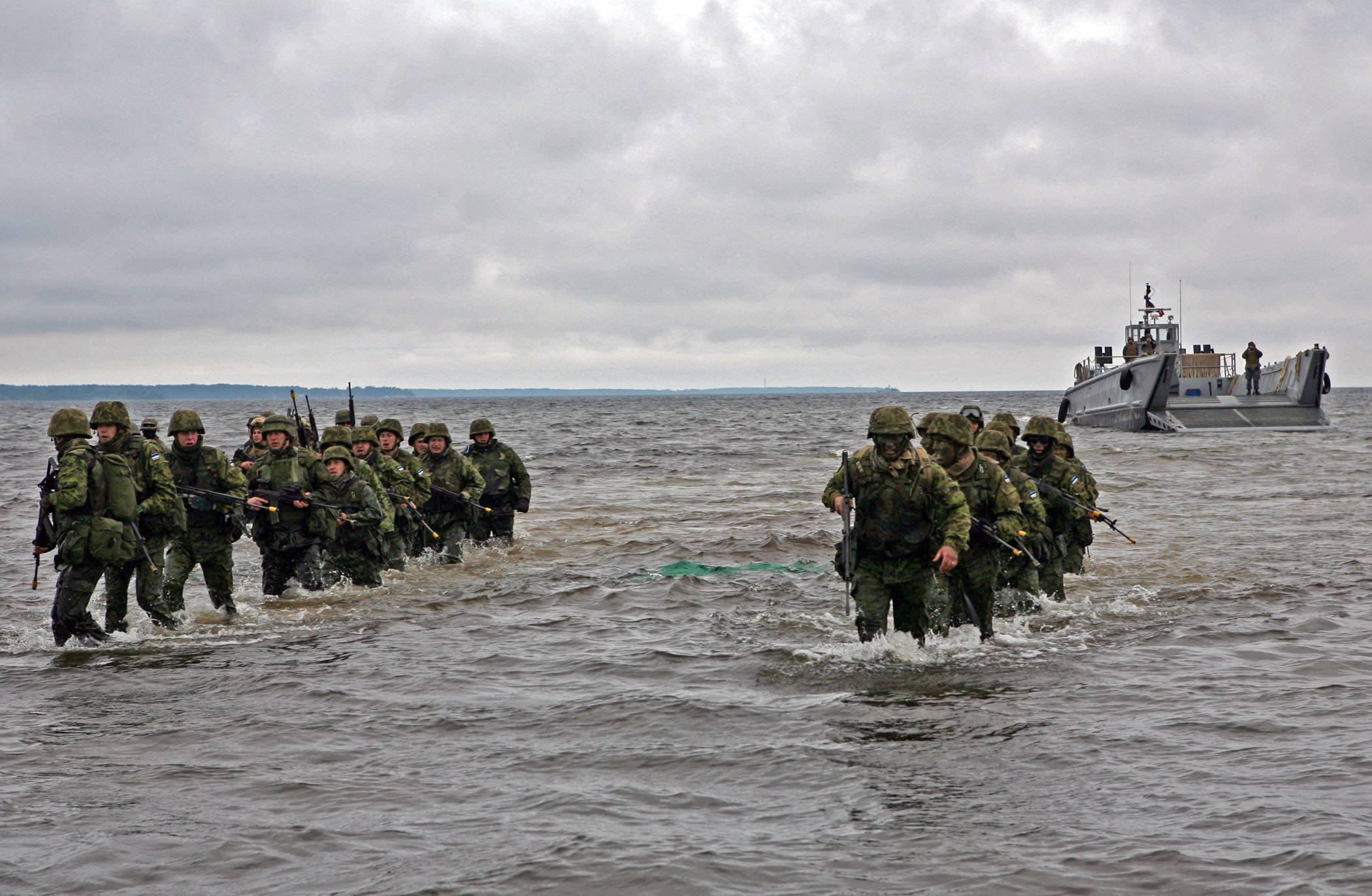
Soldati della Lega di difesa in esercitazione congiunta con i marines statunitensi nel 2010

La Lega di difesa è un'organizzazione militare di difesa nazionale volontaria, che agisce nell'ambito del governo del Ministero della Difesa. La Lega di difesa possiede armi e s'impegna in esercitazioni militari. L'obiettivo principale della Lega di difesa è, sulla base del libero arbitrio e dell'iniziativa dei cittadini, rafforzare la disponibilità della nazione a difendere la propria indipendenza e il proprio ordine costituzionale, anche in caso di minaccia militare.
La Lega di difesa svolge un ruolo importante nel sostegno alle strutture civili. I suoi membri aiutano a spegnere gli incendi, fanno volontariato come assistenti di polizia e garantiscono la sicurezza in vari eventi. Le unità, composte da membri volontari della Lega di difesa, partecipano anche alle operazioni internazionali di sostegno alla pace come negli stati balcanici. La Lega di difesa e le sue organizzazioni affiliate hanno relazioni positive con organizzazioni partner nei paesi nordici, negli Stati Uniti e nel Regno Unito.

## Cronologia

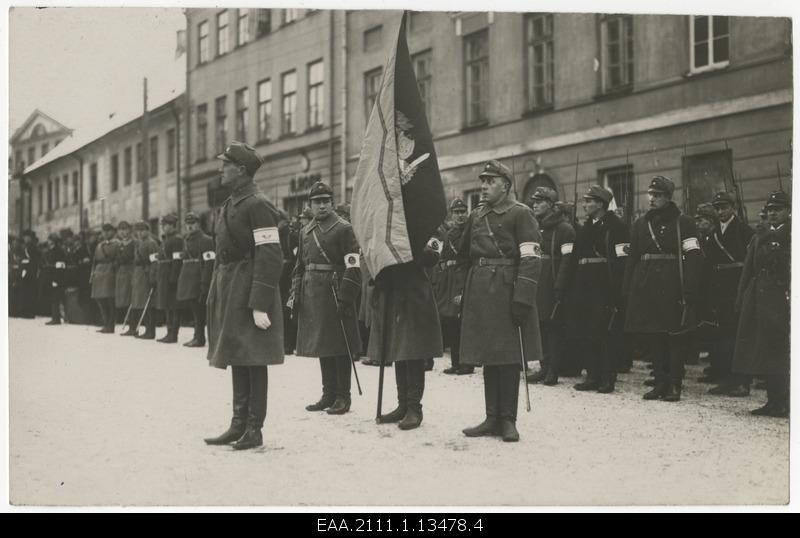
Soldati della Lega di difesa estone in parata a Tartu (1925)

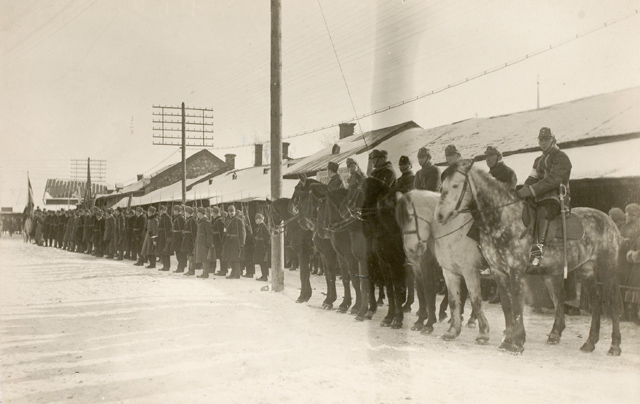
Soldati della Lega di difesa estone in parata durante il periodo interbellico

- 1918 – La Lega di difesa estone venne preceduta dalla prima organizzazione armata per la difesa interna dell'Estonia, l'Omakaitse (Organizzazione per la difesa dei cittadini, Bürgerwehr tedesca) contro il disordine pubblico che accompagnò la rivoluzione russa.
- 1918 – L'11 novembre l'Organizzazione per la difesa dei cittadini venne ribattezzata Lega di difesa estone, che svolgeva i compiti di guardia nazionale durante la guerra d'indipendenza.
- 1924 – Il tentativo di golpe comunista del 1º dicembre fugò ogni dubbio sulla necessità della Lega di difesa. Venne avviato lo sviluppo della Lega di difesa per l'esecuzione di compiti di difesa nazionale.
- 1925 – Nel mese di ottobre viene fondata la rivista della Lega di difesa estone Kaitse Kodu! ("Difendi la tua casa!").
- 1926 – Il 19-20 giugno si svolse a Tallinn il primo Festival della Lega di difesa estone, seguito da altri sei eventi simili tenuti prima del 1940.
- 1927 – Per sviluppare la Lega di difesa e darle una dimensione familiare, il Comandante della Lega di difesa approvò gli statuti provvisori della Difesa nazionale femminile.
- 1928 – Il Corpo degli Anziani decise di invitare l'organizzazione boy scout Giovani aquile ad unirsi alla Lega di difesa.
- 1931 – Il Governo della Repubblica approvò gli Statuti della Lega di difesa che sono rimasti in vigore fino ai giorni nostri.
- 1932 – Viene fondata presso la Difesa nazionale femminile l'organizzazione girl scout Figlie della patria.
- 1934 – Per regolare la vita e il lavoro dell'organizzazione, vennero adottate le Regole nazionali della Lega di difesa.
- 1940 – Con l'occupazione sovietica a partire dal 17 giugno, iniziò la liquidazione sia della Repubblica di Estonia che della Lega di difesa.
- 1974 – Negli Stati Uniti il ministro della Guerra estone in esilio, Avdy Andresson, fonda la Lega di difesa in esilio.
- 1990 – La Lega di difesa venne rifondata il 17 febbraio a Järvakandi su iniziativa popolare per difendere lo stato indipendente dell'Estonia.
- 1991 – Il 4 settembre il Presidium del Consiglio Supremo della Repubblica di Estonia ripristinò i diritti della Lega di difesa come organizzazione legale, giorni dopo che il suo personale era stato schierato mentre le truppe aviotrasportate sovietiche occupavano la Torre televisiva di Tallinn, ma a causa del personale della LDE schierato nelle stanze radio, non disturbarono le trasmissioni radiofoniche.
- 1992 – Il 28 aprile la Lega di difesa venne inclusa nelle Forze di difesa come organizzazione di difesa nazionale.

Nel 1999 il parlamento estone ha adottato la legge LDE, che prevedeva la posizione della Kaitseliit nella società e nella difesa nazionale e ne descriveva anche i principali compiti, la struttura, la base giuridica per le operazioni e il controllo e la cooperazione con le forze di difesa, la polizia e altri organizzazioni statali.

## Organizzazione
L'organizzazione è divisa in 4 Distretti di difesa territoriale (maakaitseringkond) che consistono in 15 unità regionali della Lega di difesa (malev) le cui aree di responsabilità coincidono per lo più con i confini delle contee estoni.
In caso di mobilitazione, ciascuno dei distretti formerà un'unità di manovra delle dimensioni di un battaglione.
- Distretto difesa territoriale settentrionale: malev di Tallinn, Harju e Rapla
- Distretto di difesa territoriale nordorientale: malev di Alutaguse, Viru, Jõgeva e Järva
- Distretto di difesa territoriale meridionale: malev di Põlva, Sakala, Tartu, Valgamaa e Võrumaa
- Distretto di difesa territoriale occidentale: malev di Pärnumaa, Lääne e Saaremaa

Oggi, la Lega di difesa ha oltre 15.000 riservisti. Le organizzazioni affiliate alla Lega di difesa uniscono più di 25.000 volontari, in tutto, e includono il corpo femminile della Lega di difesa estone Naiskodukaitse, il corpo maschile della Lega di difesa estone Noored Kotkad e il corpo femminile della Lega di difesa estone Kodutütred.

### Sottounità – corpi giovanili e femminili

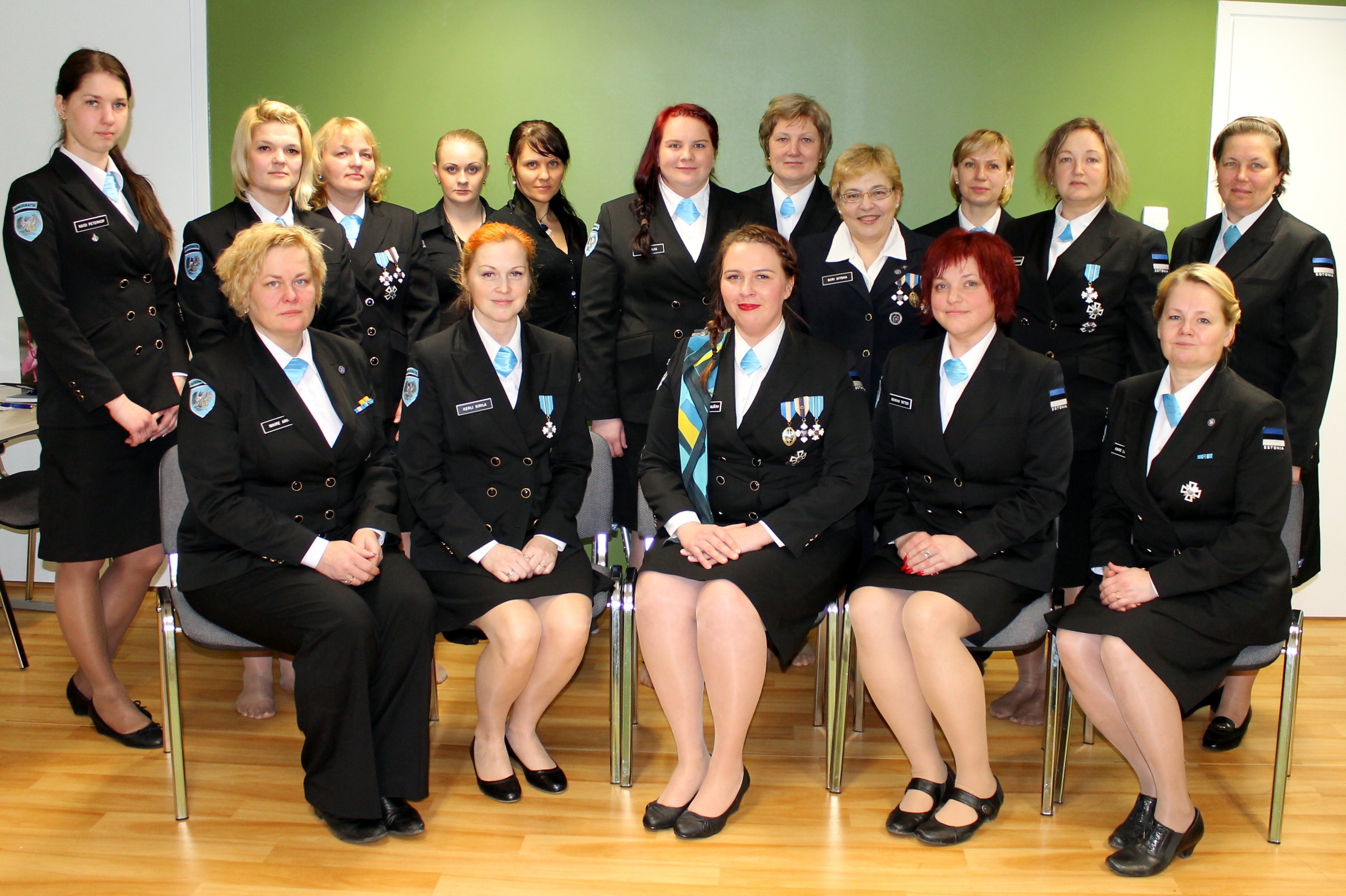
Membri del corpo femminile della contea di Järva

Organizzazione di Difesa Volontaria Femminile (ODVF)
L'ODVF – Naiskodukaitse è un'organizzazione all'interno della Kaitseliit.  Ogni membro dell'ODVF ha una funzione/compito in caso di crisi (civile o armata)
1. Difesa militare - ogni membro ha la possibilità di contribuire in un'unità militare come combattente
2. Difesa nazionale integrale - unità di evacuazione affari di protezione civile (corsi, app), We Salute! campagna a sostegno dei veterani, lavoro giovanile, cooperazione con il Ministero degli Interni (Comitato di soccorso, polizia e guardia di frontiera, centro di risposta alle emergenze, ecc.)
3. Membro della comunità - Membro dell'ODVF con competenze e conoscenze di formazione di base è in grado di far fronte a tutte le situazioni e alle diverse crisi. Disposto a prendere l'iniziativa e la responsabilità in tutte le fasi delle crisi. Emancipazione delle donne!

Corpo giovanile femminile della Lega di difesa – "Figlie della Patria"
Il Corpo giovanile femminile della Lega di difesa – Kodutütred venne istituito per aumentare i sentimenti patriottici e la disponibilità a difendere l'indipendenza dell'Estonia tra le giovani ragazze; accrescere l'amore per la casa e la patria; incoraggiare il rispetto per la lingua e il modo di pensare estone; essere onesti, intraprendenti, responsabili e capaci di prendere decisioni; rispettare la natura; e rispettare i propri genitori e gli altri.
Corpo giovanile della Lega di difesa – "Giovani aquile"
Il Corpo giovanile della Lega di difesa – Noored Kotkad. L'obiettivo dell'organizzazione è quello di crescere questi giovani come buoni cittadini con corpi e menti sani. Oltre a numerose attività interessanti, come il paracadutismo, il volo a vela, l'orientamento, il tiro con le armi, ecc., il corpo maschile partecipa anche a numerosi eventi, il più popolare ma anche il più difficile è la gara di ricognizione Mini-Erna da 35 km.

## Cultura

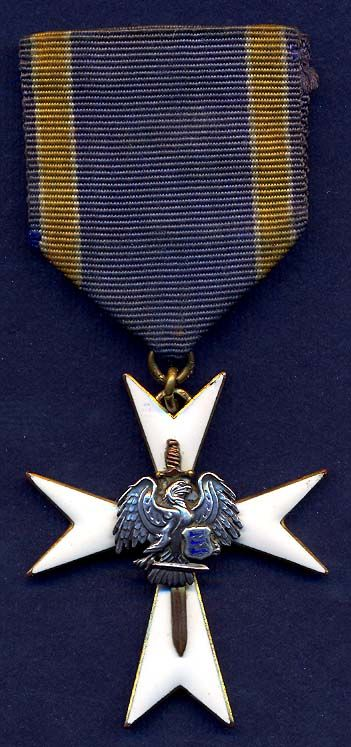
Croce bianca della Lega di difesa

Il giorno della vittoria estone (1919) è stato celebrato fino alla seconda guerra mondiale con parate militari, organizzate dalla Kaitseliit. Dal 2000, le parate del Giorno della Vittoria sono organizzate dalla Kaitseliit di nuovo ogni 23 giugno. La parata del 2015 vide anche la partecipazione di un numero crescente di contingenti militari dei paesi della NATO: Lettonia, Stati Uniti, Finlandia, Polonia e Svezia, mentre nel 2016, oltre alle truppe statunitensi e lettoni erano compresi anche nuovi contingenti dalla Lituania e dalla Danimarca
Nel 2006, in giugno a Saaremaa venne condotta dalla Kaitseliit la prima revisione della flotta nella storia estone.
Nel 2016, la suddivisione Sakala della Lega di difesa estone formò la prima banda militare estone e la loro prima esibizione fu durante la parata annuale del Giorno della Vittoria dello stesso anno. La banda utilizza 4 set di tamburi e 12 set speciali di "flauti da guerra" creati da Andres Taul. L'idea per una tale unità è venuta originariamente dal presidente Lennart Meri nel 2001 mentre era in visita al Festival di musica popolare di Viljandi. L'idea venne successivamente ripresa dal presidente Toomas Hendrik Ilves nel 2010 ed Ando Kiviberg, noto suonatore di cornamusa locale e capo del festival popolare di Viljandi, venne incaricato di formare la banda. Secondo Kiviberg uno degli obiettivi della banda è anche quello di promuovere la cornamusa tra i maschi, poiché in Estonia mancano i suonatori di cornamusa maschi.

## Personale

### Leadership
Il Comandante della Lega di difesa è l'ufficiale di grado più alto della Lega di difesa; anche se potrebbe non essere l'ufficiale senior di volta in volta nel grado. Il Comandante ha la responsabilità di gestire, addestrare, equipaggiare e sviluppare l'organizzazione. Non serve come comandante diretto sul campo di battaglia. Il Comandante è membro e capo dello stato maggiore che è il principale strumento organizzativo del Comandante. Il Comandante è nominato dal Comandante delle Forze di difesa o dal Comandante in capo Supremo delle Forze di difesa. L'attuale comandante è il generale di brigata Riho Ühtegi, che ha assunto la carica nel 2019. A partire dal 2018, il colonnello Eero Rebo è il capo di stato maggiore della Lega di difesa.

### Gradi ed insegne militari
Abolite ufficialmente nel 2013. La Lega di difesa estone ora usa gradi e insegne identiche alle forze terrestri.
|             | Posizioni di stato maggiore | Posizioni di stato maggiore | Posizioni di stato maggiore | Posizioni da campo senior | Posizioni da campo senior | Posizioni da campo senior | Posizioni da campo senior | Posizioni da campo junior                  | Posizioni da campo junior        | Posizioni da campo junior | Posizioni da campo junior        |
| ----------- | --------------------------- | --------------------------- | --------------------------- | ------------------------- | ------------------------- | ------------------------- | ------------------------- | ------------------------------------------ | -------------------------------- | ------------------------- | -------------------------------- |
| Codice NATO | OF-5                        | OF-4                        | OF-3                        | OF-2                      | OF-1C                     | OF-1B                     | OF-1A                     | OR-8                                       | OR-6                             | OR-4                      | OR-3                             |
|             |                             |                             |                             |                           |                           |                           |                           |                                            |                                  |                           |                                  |
| Ametikohad  | Kaitseliidu ülem            | Kaitseliidu Peastaabi ülem  | Kaitseliidu maleva pealik   | Maleva vaneminstruktor    | Malevkonna pealik         | Kompanii pealik           | Rühma pealik              | Rühmapealik eriüksustes                    | Rühmapealiku abi                 | Jaopealik                 | Jaopealiku abi                   |
| Posizioni   | Comandante                  | Capo di stato maggiore      | Capo malev                  | Istruttore senior         | Capo malevkond            | Capo compagnia            | Comandante di plotone     | Comandante di plotone nelle forze speciali | Assistente comandante di plotone | Comandante di sezione     | Assistente comandante di sezione |

| Codice NATO | OF-10           | OF-10           | OF-9     | OF-9     | OF-8             | OF-8             | OF-7             | OF-7             | OF-6                | OF-6                | OF-5       | OF-5       | OF-4               | OF-4               | OF-3     | OF-3     | OF-2     | OF-2     | OF-1          | OF-1          | OF-1            | OF-1            | OF-1    | OF-1    | OF(D)           | OF(D)           | OF(D)           | OF(D)           | OF(D)           | OF(D)           | Allievo ufficiale | Allievo ufficiale | Allievo ufficiale | Allievo ufficiale | Allievo ufficiale | Allievo ufficiale |
| ----------- | --------------- | --------------- | -------- | -------- | ---------------- | ---------------- | ---------------- | ---------------- | ------------------- | ------------------- | ---------- | ---------- | ------------------ | ------------------ | -------- | -------- | -------- | -------- | ------------- | ------------- | --------------- | --------------- | ------- | ------- | --------------- | --------------- | --------------- | --------------- | --------------- | --------------- | ----------------- | ----------------- | ----------------- | ----------------- | ----------------- | ----------------- |
| Estonia     | Non equivalente | Non equivalente |          |          |                  |                  |                  |                  |                     |                     |            |            |                    |                    |          |          |          |          |               |               |                 |                 |         |         | Non equivalente | Non equivalente | Non equivalente | Non equivalente | Non equivalente | Non equivalente | Non equivalente   | Non equivalente   | Non equivalente   | Non equivalente   | Non equivalente   | Non equivalente   |
| Estonia     | Non equivalente | Non equivalente | Kindral  | Kindral  | Kindralleitnant  | Kindralleitnant  | Kindralmajor     | Kindralmajor     | Brigaadikindral     | Brigaadikindral     | Kolonel    | Kolonel    | Kolonelleitnant    | Kolonelleitnant    | Major    | Major    | Kapten   | Kapten   | Leitnant      | Leitnant      | Nooremleitnant  | Nooremleitnant  | Lipnik  | Lipnik  | Non equivalente | Non equivalente | Non equivalente | Non equivalente | Non equivalente | Non equivalente | Non equivalente   | Non equivalente   | Non equivalente   | Non equivalente   | Non equivalente   | Non equivalente   |
| Lühend      |                 |                 | kin      | kin      | kin-ltn          | kin-ltn          | kin-mjr          | kin-mjr          | brig-kin            | brig-kin            | kol        | kol        | kol-ltn            | kol-ltn            | mjr      | mjr      | kpt      | kpt      | ltn           | ltn           | n-ltn           | n-ltn           | lpn     | lpn     |                 |                 |                 |                 |                 |                 |                   |                   |                   |                   |                   |                   |
| Gradi       |                 |                 | Generale | Generale | Tenente generale | Tenente generale | Maggior generale | Maggior generale | Generale di brigata | Generale di brigata | Colonnello | Colonnello | Tenente colonnello | Tenente colonnello | Maggiore | Maggiore | Capitano | Capitano | Primo tenente | Primo tenente | Secondo tenente | Secondo tenente | Alfiere | Alfiere |                 |                 |                 |                 |                 |                 |                   |                   |                   |                   |                   |                   |

| Estonia    |                                         |                                         |                                         |                   |                   |                   |               |               |                          |                          |                 |                 |                 |                 |                 |                 |               |               |               |               |               |          |          |                |                |          |        |        |          |          |          |          |          |          |         |         |
| Ülemveebel | Ülemveebel                              | Ülemveebel                              | Staabiveebel                            | Staabiveebel      | Staabiveebel      | Vanemveebel       | Vanemveebel   | Veebel        | Veebel                   | Nooremveebel             | Nooremveebel    | Nooremveebel    | Nooremveebel    | Nooremveebel    | Nooremveebel    | Vanemseersant   | Vanemseersant | Vanemseersant | Vanemseersant | Vanemseersant | Vanemseersant | Seersant | Seersant | Nooremseersant | Nooremseersant | Kapral   | Kapral | Kapral | Kapral   | Kapral   | Kapral   | Reamees  | Reamees  |          |         |         |
| Lühend     | ü-vbl                                   | ü-vbl                                   | ü-vbl                                   | st-vbl            | st-vbl            | st-vbl            | v-vbl         | v-vbl         | vbl                      | vbl                      | n-vbl           | n-vbl           | n-vbl           | n-vbl           | n-vbl           | n-vbl           | v-srs         | v-srs         | v-srs         | v-srs         | v-srs         | v-srs    | srs      | srs            | n-srs          | n-srs    |        |        | kpr      | kpr      | kpr      | kpr      | kpr      | kpr      | rms     | rms     |
| Gradi      | Sergente maggiore delle forze terrestri | Sergente maggiore delle forze terrestri | Sergente maggiore delle forze terrestri | Sergente maggiore | Sergente maggiore | Sergente maggiore | Sergente capo | Sergente capo | Sergente di prima classe | Sergente di prima classe | Sergente scelto | Sergente scelto | Sergente scelto | Sergente scelto | Sergente scelto | Sergente scelto | Sergente      | Sergente      | Sergente      | Sergente      | Sergente      | Sergente | Sergente | Sergente       | Sergente       | Sergente |        |        | Caporale | Caporale | Caporale | Caporale | Caporale | Caporale | Soldato | Soldato |

### Uniformi
Le uniformi standard delle Forze di difesa estoni sono le ESTDCU rilasciate al personale della Lega di difesa. In alcune occasioni festive (come le parate), vengono indossati bracciali bianchi con le insegne della data unità territoriale. Le uniformi civili sono indossate dalla divisione femminile durante le parate e le cerimonie. I bracciali sono stati anche precedentemente indossati su abiti civili per distinguere i membri della Lega di difesa dai civili durante i periodi in cui le unità della Lega di difesa non avevano scorte sufficienti per fornire a ogni membro un'uniforme (durante la prima guerra mondiale; e all'inizio degli anni '90).

## Equipaggiamento

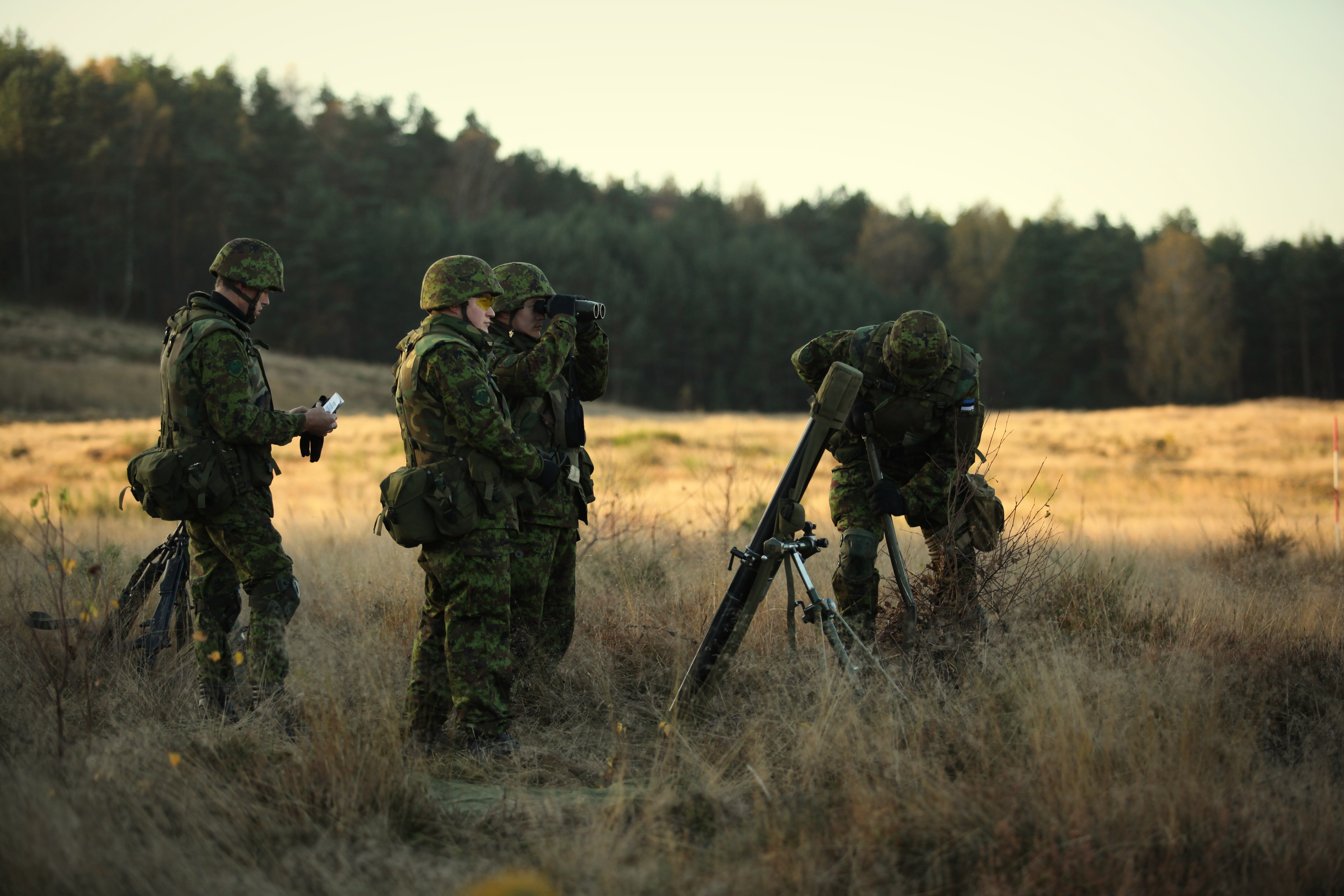
Plotone di mortai della Lega di difesa nell'esercitazione NATO Steadfast Jazz 2013

L'arma di fanteria di base della Lega di difesa è la 5,56 mm LMT R-20 Rahe, ma la maggior parte della base è dotata del 7,62 mm G3 e delle sue varianti. I fucili basati sul G3 verranno gradualmente eliminati a favore delle unità di manovra R-20 Rahe nella Difesa territoriale (Maakaitse), mentre le unità di retroguardia manterranno il G3.
Il fuoco di soppressione è fornito dalle mitragliatrici Ksp 58, MG3 e dalle mitragliatrici pesanti M2 Browning. Le capacità anticarro a livello di squadra sono fornite con cannoni senza rinculo Carl Gustav da 84 mm. Inoltre, il fuoco indiretto è fornito da mortai da 81 mm e 120 mm a livello di gruppo tattico.
I gruppi tattici della Lega di difesa includono anche unità anticarro dedicate equipaggiate con cannoni anticarro Pvpj 1110 da 90 mm e ATGM FGM-148 Javelin. La Lega di difesa utilizza una varietà di veicoli da trasporto tattico e un piccolo numero di mezzi corazzati BTR-80.